# Estoński Rząd Tymczasowy
Estoński Rząd Tymczasowy (est. Eesti Ajutine Valitsus) – rząd utworzony 24 lutego 1918 przez Estoński Komitet Ocalenia. Jego zadaniem było sprawowanie władzy do czasu aż odbędą się wybory do konstytuanty, w szczególności:
- organizacja estońskich sił zbrojnych i walka z niemiecką okupacją
- działania dyplomatyczne, zmierzające do uznania niepodległej Estonii na arenie międzynarodowej
- organizacja wyborów do konstytuanty

Rząd przeszedł dwie reorganizacje. Pierwsza miała miejsce 12 listopada, kiedy większość ministrów przebywała za granicą, ale wycofanie się wojsk niemieckich wymagało szybkich decyzji na miejscu. Kolejna odbyła się 27 listopada. Premierem po reorganizacji pozostał Konstantin Päts.
23 kwietnia 1919 zebrała się nowo wybrana konstytuanta. Rząd tymczasowy podał się do dymisji 9 maja i został zastąpiony przez pierwszy estoński rząd wybrany w demokratycznych wyborach, którego premierem został Otto Strandman.

## Pierwotny skład rządu
- Konstantin Päts – premier, minister handlu i spraw wewnętrznych
- Jüri Vilms – minister sprawiedliwości
- Jaan Poska – minister spraw zagranicznych
- Juhan Kukk – minister finansów i własności państwowej
- Jaan Raamot – minister rolnictwa i żywności
- Andres Larka – minister wojny
- Villem Maasik – minister pracy i opieki społecznej
- Ferdinand Peterson – minister dróg
- Peeter Pöld – minister edukacji